# Horten Station
Horten Station (Horten stasjon) var en jernbanestation på Hortenlinjen, der lå i Horten kommune i Norge. Stationen åbnede 7. december 1881 sammen med banen, der forbandt Skoppum Station på Vestfoldbanen med Horten Havn. Banen havde persontrafik indtil 28. maj 1967, mens godstrafikken fortsatte frem til januar 2002. I 2007 blev det besluttet at fjerne sporene og omdanne traceen til vandre- og cykelsti, et arbejde der påbegyndtes året efter.
Stationsbygningen var opført efter tegninger af Balthazar Lange og rummede blandt andet billetsalg, kontorer for stationsmester og toldvæsen, ventesale, restaurant og tjenestebolig for stationsmesteren. Bygningen blev senere revet ned, og ekspeditionen flyttet til pakhuset.
I forbindelse med udbygningen af jernbanen mellem Nykirke og Barkåker på Vestfoldbanen har den norske regering fastslået, at der skal bygges en station i Hortenområdet. En mulighed i den forbindelse er at lægge den i nærheden af den tidligere Borre Station på Hortenlinjen. Området ved den gamle Horten station kommer derimod ikke i betragtning.